# Vitaly Yarema
Vitaly Hryhorovych Yarema (en ukrainien : Віталій Григорович Ярема, né le 14 octobre 1963) est un homme politique ukrainien, expert en maintien de l'ordre qui a été procureur général d'Ukraine du 19 juin 2014 au 10 février 2015.

## Biographie

### Carrière politique

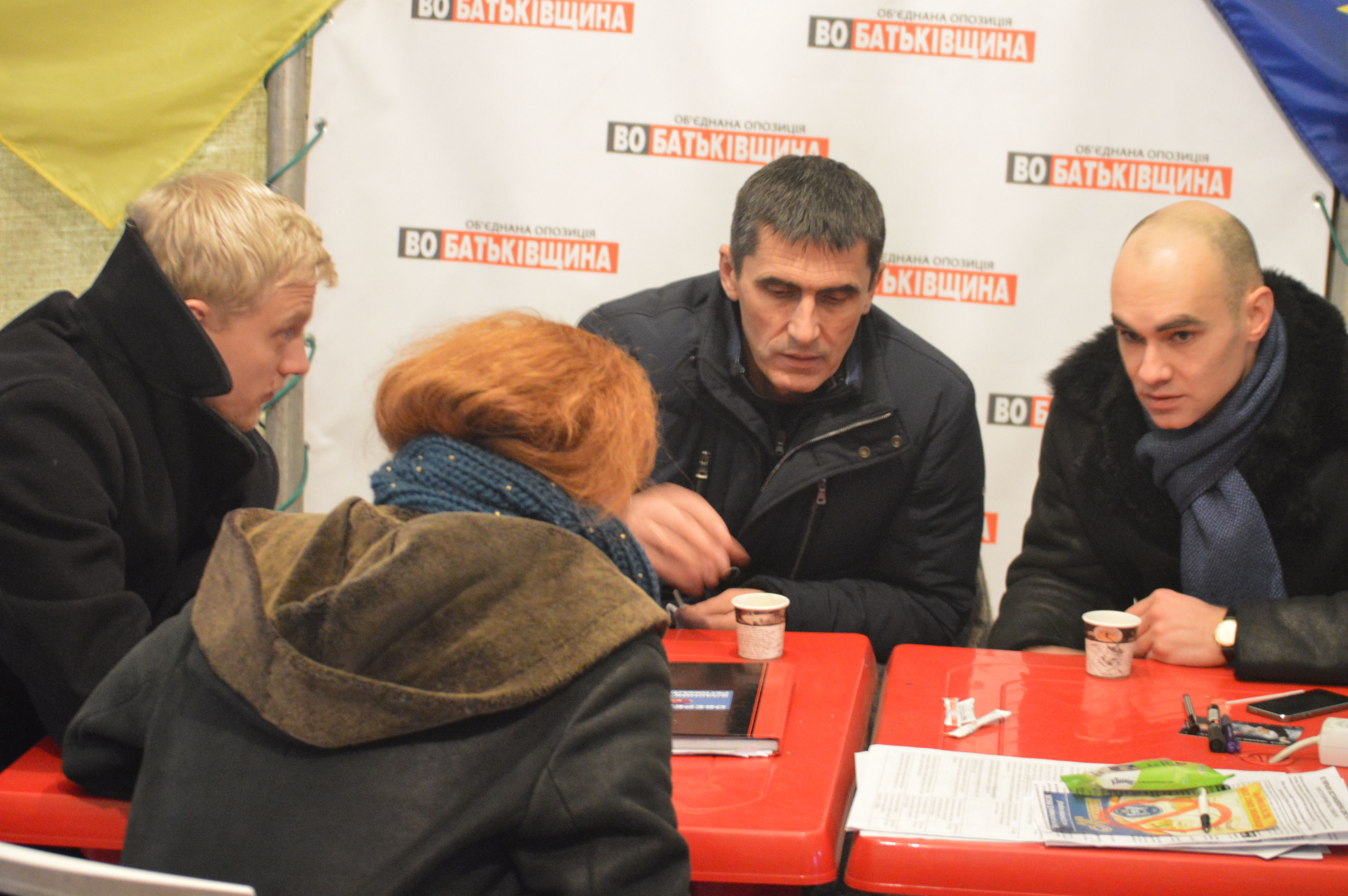
Euromaïdan à Kiev en février 2014 avec Vitalyi Chabounin.

En 2006 il était élu au conseil municipal de Kiev. De 2012 à 2014, élu de la septième rada.
Il fut auparavant premier vice-Premier ministre de l'Ukraine dans le gouvernement Iatseniouk depuis le 27 février 2014, où il était responsable de l'application de la loi et du bloc de pouvoir. Yarema était un député du parti Batkivshchyna (non affilié), un ancien chef du ministère ukrainien des Affaires intérieures à Kiev (2005-2010) et un lieutenant-général de police à la retraite.